# Гел Мейсон
Гел Мейсон (англ. Hal Mason) — головний герой першого, другого, третього, четвертого та п'ятого сезонів американського науково-фантастичного серіалу «Небеса, що падають» на телеканалі TNT, роль якого виконує Дрю Рой.
Старший син Тома Мейсона, розвідник другого Массачусетського, навчався в середній школі у Сомервіллі, штат Массачусетс. Йому 16 років і у нього є подружка — Карен (на період першого сезону). Не дивлячись на те, що Гел іноді холодно ставиться до свого батька і молодшого брата, він піклується про свою сім'ю.